# Agile retail
L'Agile retail è un modello di vendita diretta che usa i big data per prevedere tendenze e gestire in maniera efficiente i cicli di produzione, velocizzando i tempi di turnaround per gli stili emergenti. L’Agile Retail applica le categorie di Agile e Lean all’ambito retail, con l’obiettivo di rispondere più rapidamente ai bisogni del consumatore. Tale modello di business è utilizzato da Amazon. Questo schema di vendita al dettaglio trasforma gli e-commerce in piattaforme on-demand che definiscono gli stock e consegnano i prodotti desiderati direttamente al consumatore riducendo i costi. Il principale intento dell’Agile Retail è l’identificazione delle tendenze in voga presso i consumatori in un dato momento, al fine di consegnare i prodotti popolari servendosi dei modi dell’Agile production.
Gli esperti del settore moda sostengono che l’Agile retail sia la nuova frontiera del fashion retail, specialmente alla luce del volume crescente di vendite online. L’Agile Retail offre più opzioni al consumatore, solitamente a un prezzo più basso, consegnando loro i prodotti direttamente. L’Agile Retail è una nuova forma di fast fashion che applica le categorie di “agile” e “lean” al business del fashion retail. Si tratta di mettere a disposizione dei consumatori un servizio ottimizzato, allineandosi meglio ai loro bisogni e desideri mutevoli.

## Storia
L’ideologia Agile può essere fatta risalire ai principi di produzione Lean (snella) sviluppati negli anni Cinquanta presso Toyota. Il sistema di lean manufacturing si concentra sull’eliminazione degli sprechi nel processo produttivo. L’obiettivo di fondo è quello di massimizzare l’efficienza in fase di fabbricazione, puntando a incrementare la produttività e abbassare i costi. A quell’epoca, Il concetto di Agile retail veniva applicato principalmente all’industria pesante come quella delle automobili.
In tempi recenti, l’Agile retail, in particolare nell’industria della moda, sfrutta molti dei principi che hanno decretato il successo, nei rispettivi settori, di altre pionieristiche aziende tecnologiche.
In un’azienda di moda tradizionale, uno stilista crea un’intera collezione solitamente basandosi solo sulla sua ispirazione. In seguito, le collezioni vengono presentate in anteprima ai grandi distributori nell’ambito di sfilate ed eventi ed eventualmente giungono sugli scaffali dei negozi da 6 a 12 mesi più tardi. L’Agile retail trasforma i rivenditori di moda in piattaforme on-demand che identificano la domanda dei consumatori incrociando dati provenienti da molteplici fonti e consegnano i prodotti direttamente al consumatore.

## Processi
L’Agile retail utilizza i big data per cercare di individuare i desideri del consumatore, prevedendo la domanda e le quantità.
Le aziende di Agile retail sono in grado di rispondere più velocemente alle circostanze mutevoli servendosi dei dati estrapolati da questi processi. L’obiettivo è l’identificazione dei bisogni del consumatore in ogni singolo momento. L’azienda Agile predilige l’iterazione rispetto alla perfezione, la capacità di agire rapidamente e di imparare e adattarsi costantemente.

### Vantaggi
Utilizzo dei big data per individuare più rapidamente i desideri del consumatore.
Risposta e adattamento più veloci, rispetto al retail tradizionale, a questi desideri mutevoli.
Personalizzazione dell’offerta basata sulla domanda dell’acquirente.
Intenso utilizzo di big data e analisi dei dati.
Catena di distribuzione più efficiente, riduzione degli sprechi.

### Svantaggi
L’Agile retail si affida in parte ai retailer tradizionali, specialmente quelli del settore lusso, per la creazione di tendenze che vengono utilizzate come ispirazione.